# Sremska Mitrovica
Sremska Mitrovica (serbisch-kyrillisch Сремска Митровица; deutsch veraltet Syrmisch-Mitrowitz oder Mitrowitz, kroatisch Srijemska Mitrovica, ungarisch Szávaszentdemeter) ist eine serbische Stadt in der Vojvodina am nördlichen Ufer des Flusses Save, die auf dem Siedlungsgebiet der antiken byzantinischen Stadt Sirmium liegt.
Heute hat Sremska Mitrovica etwa 39.000 Einwohner und hat durch seine Papierfabrik, seinen Hafen mit Schiffswerft, sowie eines der größten Gefängnisse Serbiens regionale Bedeutung.
Sremska Mitrovica ist Hauptort der Opština Sremska Mitrovica und des Okrug Srem.

## Namensherkunft

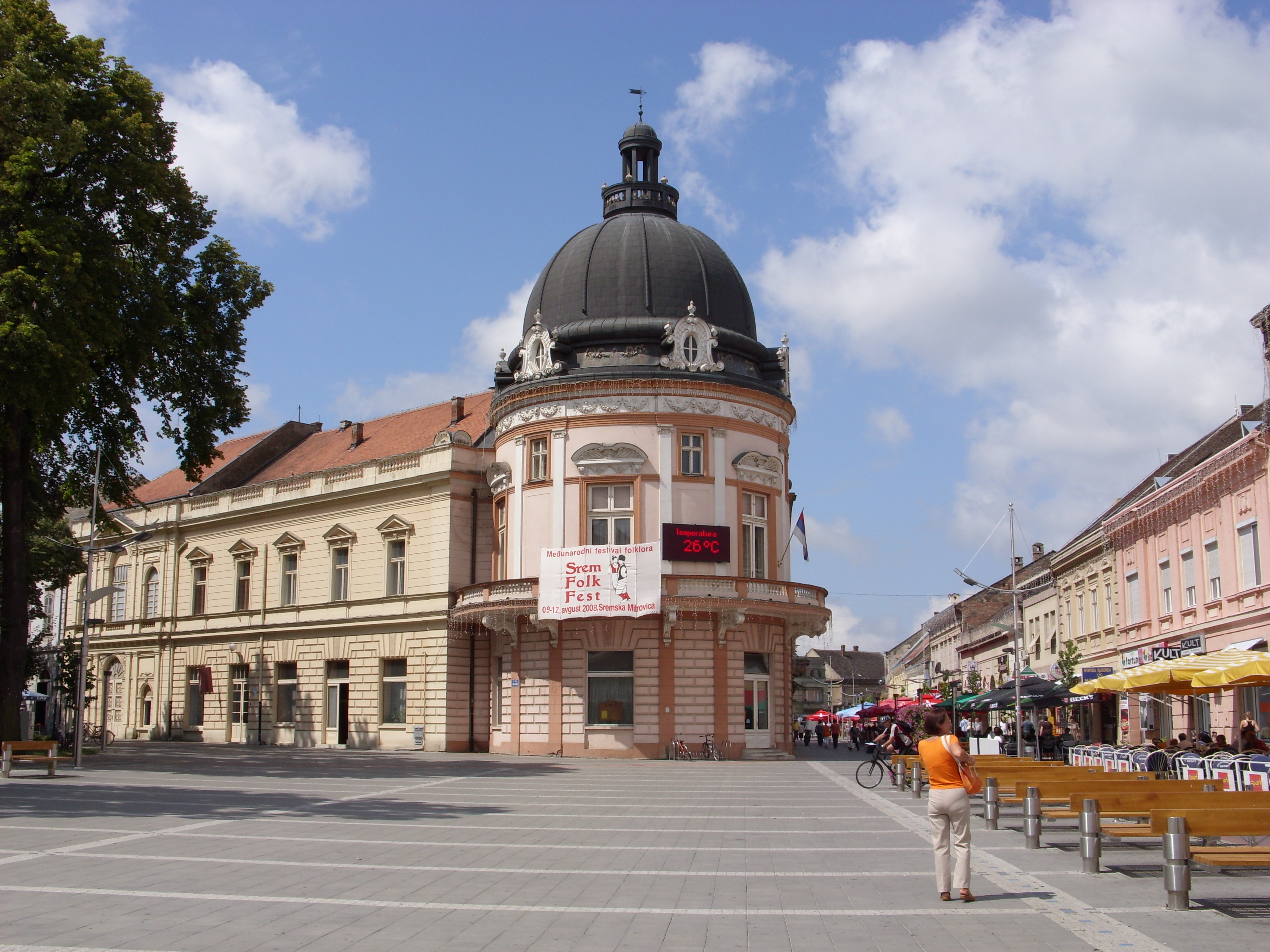
Innenstadt von Sremska Mitrovica

Das einstige Sirmium hieß im Mittelalter im Ungarischen „Stadt des Heiligen Demetrius an der Save“ (serb. Dimitrovci, Mitrovica).

## Klima
|                        | Jan  | Feb  | Mär  | Apr  | Mai  | Jun  | Jul  | Aug  | Sep  | Okt  | Nov  | Dez  |   |       |
| Mittl. Temperatur (°C) | 0,1  | 1,6  | 6,4  | 11,8 | 17,2 | 19,9 | 21,5 | 21,2 | 16,6 | 11,7 | 5,8  | 1,4  | ⌀ | 11,3  |
| Mittl. Tagesmax. (°C)  | 3,6  | 6,5  | 12,5 | 18,0 | 23,4 | 26,1 | 28,3 | 28,4 | 23,7 | 18,3 | 10,5 | 4,8  | ⌀ | 17,1  |
| Mittl. Tagesmin. (°C)  | −3,1 | −2,5 | 1,2  | 5,9  | 10,9 | 13,7 | 15,0 | 14,8 | 10,9 | 6,7  | 2,2  | −1,6 | ⌀ | 6,2   |
|                        |      |      |      |      |      |      |      |      |      |      |      |      |   |       |
| Niederschlag (mm)      | 37,9 | 29,2 | 40,4 | 48,4 | 56,2 | 84,4 | 61,6 | 52,8 | 50,3 | 54,6 | 52,8 | 45,6 | Σ | 614,2 |
|                        |      |      |      |      |      |      |      |      |      |      |      |      |   |       |
| Sonnenstunden (h/d)    | 2,0  | 3,7  | 5,1  | 6,3  | 8,1  | 8,8  | 9,4  | 9,0  | 6,3  | 4,9  | 3,0  | 1,6  | ⌀ | 5,7   |
|                        |      |      |      |      |      |      |      |      |      |      |      |      |   |       |
| Regentage (d)          | 12   | 11   | 11   | 12   | 12   | 12   | 10   | 9    | 10   | 9    | 12   | 13   | Σ | 133   |
|                        |      |      |      |      |      |      |      |      |      |      |      |      |   |       |
| Luftfeuchtigkeit (%)   | 87   | 81   | 73   | 69   | 68   | 71   | 71   | 71   | 75   | 78   | 85   | 88   | ⌀ | 76,4  |

| −3,1 |

| −2,5 |

| 1,2 |

| 5,9 |

| 10,9 |

| 13,7 |

| 15,0 |

| 14,8 |

| 10,9 |

| 6,7 |

| 2,2 |

| −1,6 |

| −3,1 |

| −2,5 |

| 1,2 |

| 5,9 |

| 10,9 |

| 13,7 |

| 15,0 |

| 14,8 |

| 10,9 |

| 6,7 |

| 2,2 |

| −1,6 |

## Geschichte

### Römische Kaiser
Zehn römische Kaiser wurden in der Stadt und der Umgebung geboren:
- Herennius Etruscus (227–251)
- Hostilian (230?–251)
- Decius Traian (ca. 190–251)
- Claudius II. (214–270)
- Quintillus († 270)
- Aurelian (214–275)
- Probus (232–282)
- Maximianus Herculius (240–310)
- Constantius II. (317–361)
- Gratian (359–383)

Der letzte Kaiser des vereinigten Reiches, Theodosius I. (378–95), wurde in Sirmium gekrönt. Die römischen Usurpatoren Ingenuus und Regalianus erklärten sich in der Stadt (260) zu Kaisern und viele andere römische Regenten verbrachten einige Zeit in Sirmium, darunter Marcus Aurelius.

### Antikes Sirmium
- Siehe Sirmium

Die Antike Periode endet mit der Eroberung Sirmiums durch die Awaren 582 und ist auch eine wichtige Zäsur in der Geschichte Südosteuropas, da mit den Awaren die slawische Landnahme erfolgte.

### Mittelalter
Im Mittelalter war die Stadt lange Zeit zwischen Byzanz und Ungarn umkämpft. Method von Saloniki hatte im 9. Jahrhundert seinen Sitz als Erzbischof von Pannonien und Großmähren in Sirmium/Sremska Mitrovica. Um 1180 kommt Sremska Mitrovica endgültig unter ungarische Herrschaft. Der geläufige mittelalterliche Name der Stadt war Civitas Sancti Demetrii, die Stadt des hl. Demetrius, der im ungarischen Szávaszentdemeter heute noch besteht. Im 13. Jahrhundert werden erstmals Serben schriftlich erwähnt, ungarische Franziskaner berichten von Schismatikern und ihrem serbischen Patriarchen, die in der Stadt und im südlichen Syrmien anzutreffen sind. Aus der Stadt des hl. Demetrius entwickelte sich die serbische Bezeichnung Dimitrovica und letztlich Mitrovica. Das Präfix Sremska stammt aus den 1930ern, um die Stadt von Kosovska Mitrovica zu unterscheiden.
1526 erobern die Osmanen die Stadt. Während der osmanischen Herrschaft hieß die Stadt Şeher-Mitrovica und Dimitrofçe. Unter den Osmanen hatte die Stadt eine muslimische Bevölkerungsmehrheit.

### Österreich
1688 wurde Sremska Mitrovica, zu deutsch Mitrowitz, von Österreich im Zuge der Türkenkriege erobert. Endgültig unter österreichische Herrschaft kam die Stadt 1718 mit dem Frieden von Passarowitz. Nach dem Frieden von Belgrad 1739 befand sich Sremska Mitrovica als Grenzstadt zum Osmanischen Reich, wurde als solche der Militärgrenze angegliedert und gehörte dem Petrovaradiner Regiment an. 1848/1850–1860 war es Teil der Woiwodschaft Serbien, danach kehrten die Verhältnisse von vor 1848 zurück. 1881 wurde die Militärgrenze aufgelöst und die Stadt mitsamt dem südlichen Syrmien, das zum Petrovaradiner Regiment gehörte, Kroatien-Slawonien angegliedert. Hingegen bekam Sremska Mitrovica den Status einer königlichen Freistadt, um der serbischen und deutschen Bevölkerungsgruppe entgegenzukommen, welche die Auflösung der Militärgrenze nicht begrüßte. 1918 kam Sremska Mitrovica nach dem Ende des Ersten Weltkrieges und mit dem Zerfall Österreich-Ungarns zum neu gegründeten südslawischen Staat, dem Königreich der Serben, Kroaten und Slowenen.

### 20. Jahrhundert

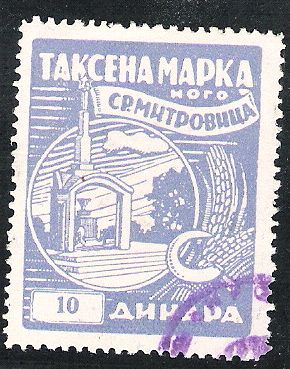
Kommunale Steuermarke, undatiert

Ab 1918 gehörte Sremska Mitrovica zum Königreich der Serben, Kroaten und Slowenen, das sich 1929 in das Königreich Jugoslawien umbenennen sollte. Die Stadt wurde 1929 Teil der Banschaft Donau, einer der neu gebildeten Banschaften Jugoslawiens. Nach dem Angriff des Deutschen Reiches auf das Königreich Jugoslawien und der Kapitulation Jugoslawiens 1941 wurde die Banschaft Donau aufgelöst. Sremska Mitrovica wurde dem faschistischen Kroatien zugeschlagen und in Hrvatska Mitrovica umbenannt. Die Stadt wurde am 1. November 1944 von sowjetischen Truppen und danach von den Partisanen eingenommen. 1945 wurde die Autonome Provinz Vojvodina innerhalb der Republik Serbien gebildet, Sremska Mitrovica wurde Teil der Vojvodina.

### Internierungslager für die nicht evakuierten Deutschen aus Jugoslawien

Bestätigung des Todes eines Häftlings aus dem Lager Sremska Mitrovica von Oktober 1947

Im August 1945 wurde in Mitrovica die damalige Seidenfabrik  „Svilara“ in ein „Internierungslager zur Konzentration von arbeitsfähigen Donauschwaben“ umfunktioniert. Im Schnitt befanden sich hier 1.200 Gefangene. Die Zahl der hier ermordeten, verhungerten und an Krankheiten verstorbenen Insassen betrug bis zur Schließung des Lagers am 5. Mai 1947 um die 2.000, davon sind bisher 1033 namentlich dokumentiert.  In unmittelbarer Nachbarschaft gab es noch ein Kinderlager mit zwei Abteilungen (für Säuglinge und für Kinder von drei bis neun Jahren).

### Kroatienkrieg
Während des Kroatienkrieges befand sich in der Stadt das Gefangenenlager Sremska Mitrovica, wo vorwiegend kroatische Kriegsgefangene inhaftiert waren. Nach dem Krieg wurden die Vorwürfe von Kriegsverbrechen gemeinsam von kroatischen und serbischen Staatsanwaltschaften untersucht.

## Demografische Entwicklung der Stadt
Nach den osmanischen Katastern hatte Sremska Mitrovica für die Jahre 1566–1569 592 muslimische und 30 christliche Haushalte. Für das Jahr 1572 waren es 598 muslimische und 18 christliche Haushalte.
Im Kaiserreich Österreich werden für das Jahr 1756 809 Einwohner gezählt, davon 514 orthodoxen und 219 römisch-katholischen Glaubens. Die Bevölkerungszählung von 1910 ergibt für die Stadt eine Einwohnerzahl von 12.909 Einwohnern, davon 4878 Serben, 3915 Kroaten und 2341 Deutsche.
Gemäß der Volkszählung im Königreich Jugoslawien aus dem Jahr 1931 hatte die Stadt 18.839 Einwohner, davon 10.429 mit serbokroatischer, 1753 mit deutscher und 945 mit ungarischer Muttersprache. 632 sprachen eine sonstige slawische Muttersprache. Nach der Volkszählung im kommunistischen Jugoslawien aus dem Jahr 1948 lebten in der Stadt nach dem Exodus der Jugoslawiendeutschen u. a. 6777 Serben, 3933 Kroaten, 864 Russinen und Ukrainer und 835 Ungarn. Für das Jahr 1991 ergibt sich eine Einwohnerzahl von 38.834 Einwohnern, davon 26.943 Serben, 4836 Jugoslawen, 3162 Kroaten, 732 Russinen und 617 Ungarn.
Die letzte aktuelle Volkszählung, durchgeführt 2002, ergibt eine Einwohnerzahl von 39.084 Einwohnern, davon 31.127 Serben, 2.130 Kroaten, 961 Jugoslawen, 620 Ruthenen und 524 Ungarn.

## Söhne und Töchter der Stadt
- Joseph Anton Franz Hohenbaum van der Meer (1718–1795), Schweizer Historiker
- Ilarion Ruvarac (1832–1905), serbischer Historiker
- Karl von Adamek (1838–1900), Jurist, Beamter, Bergsteiger und Vereinsfunktionär
- Milan Jovanović-Batut (1847–1940), serbischer Arzt
- Robert Frangeš Mihanović (1872–1940), kroatischer Bildhauer
- Mara Švel-Gamiršek (1900–1975), kroatische Schriftstellerin
- Nebojša Jovan Živković (* 1962), Komponist und Konzertkünstler
- Dragana Tomašević (* 1982), Leichtathletin
- Branislav Ivanović (* 1984), Fußballspieler
- Tatjana Jelača (* 1990), Leichtathletin
- Vedran Samac (* 1990), Speerwerfer
- Marija Vučenović (* 1993), Speerwerferin
- Miroslav Bogosavac (* 1996), Fußballspieler
- Slavko Stević (* 2000), Hochspringer

### Im Ort lebten und wirkten
- Wilhelm Cavallar von Grabensprung (1889–1957), altösterreichischer Offizier

### Partnerstädte
- Nevers, Frankreich[4]
- Banja Luka, Bosnien-Herzegowina[5]
- Dunaújváros, Ungarn[6]

## Galerie

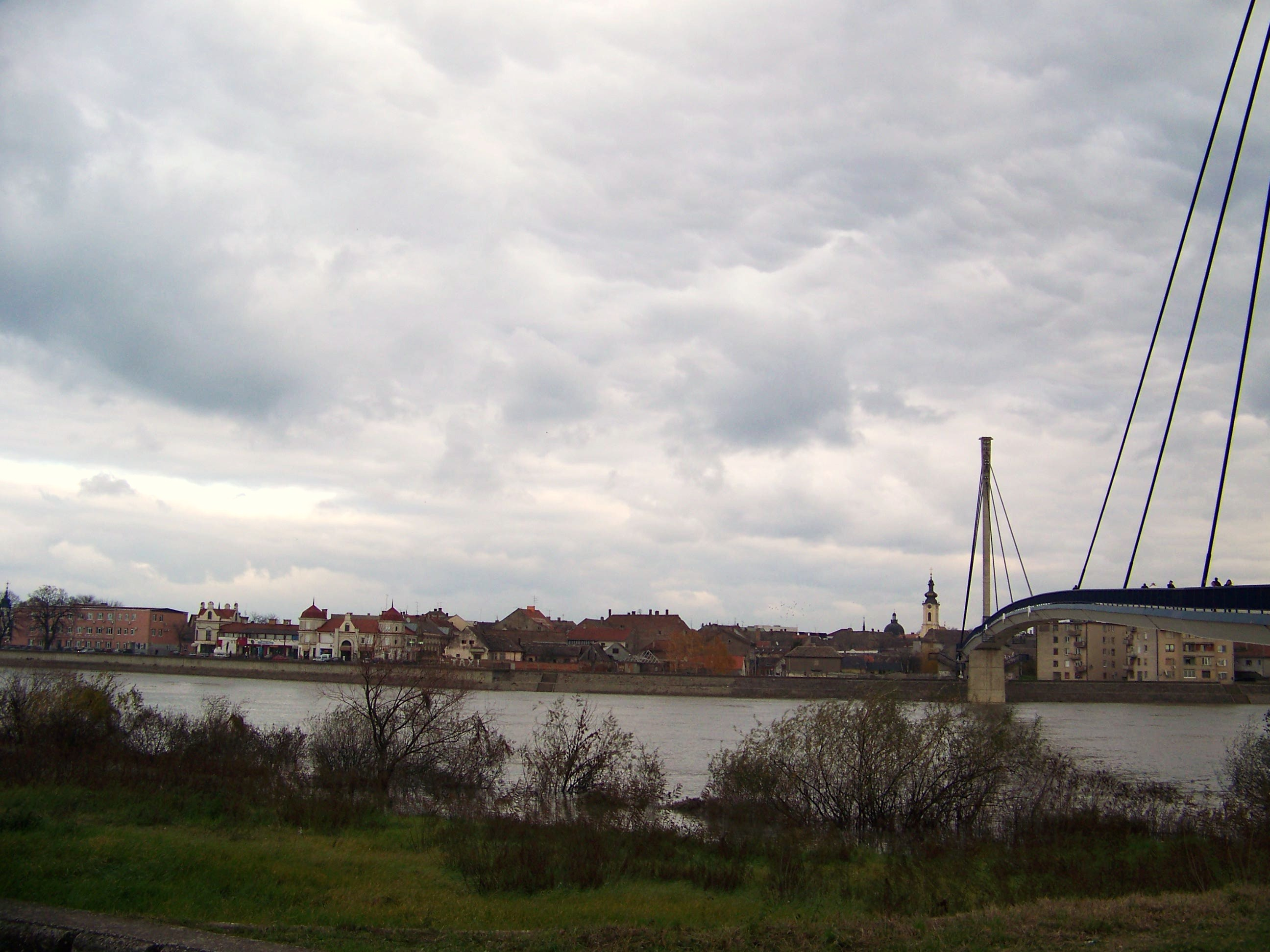
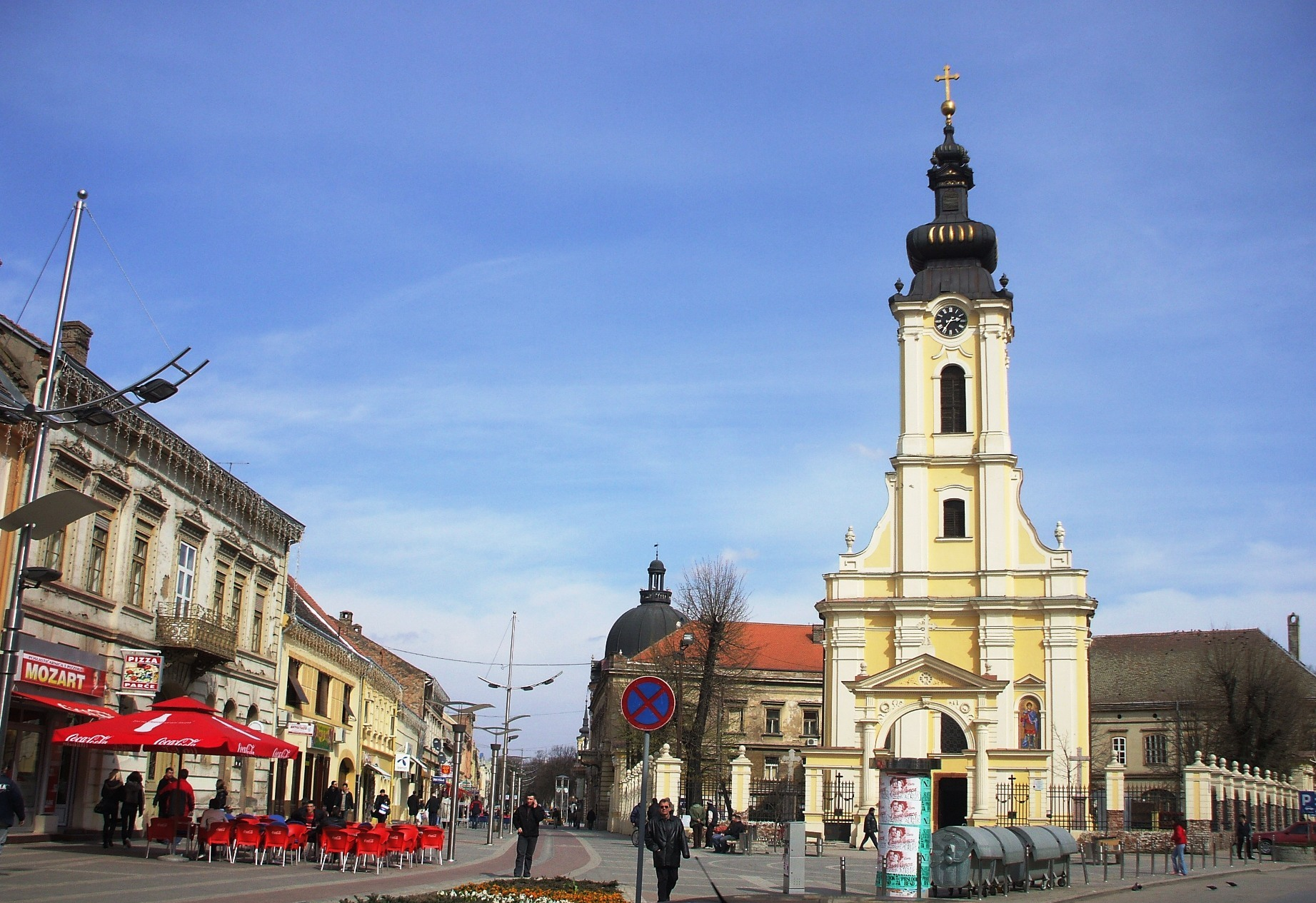
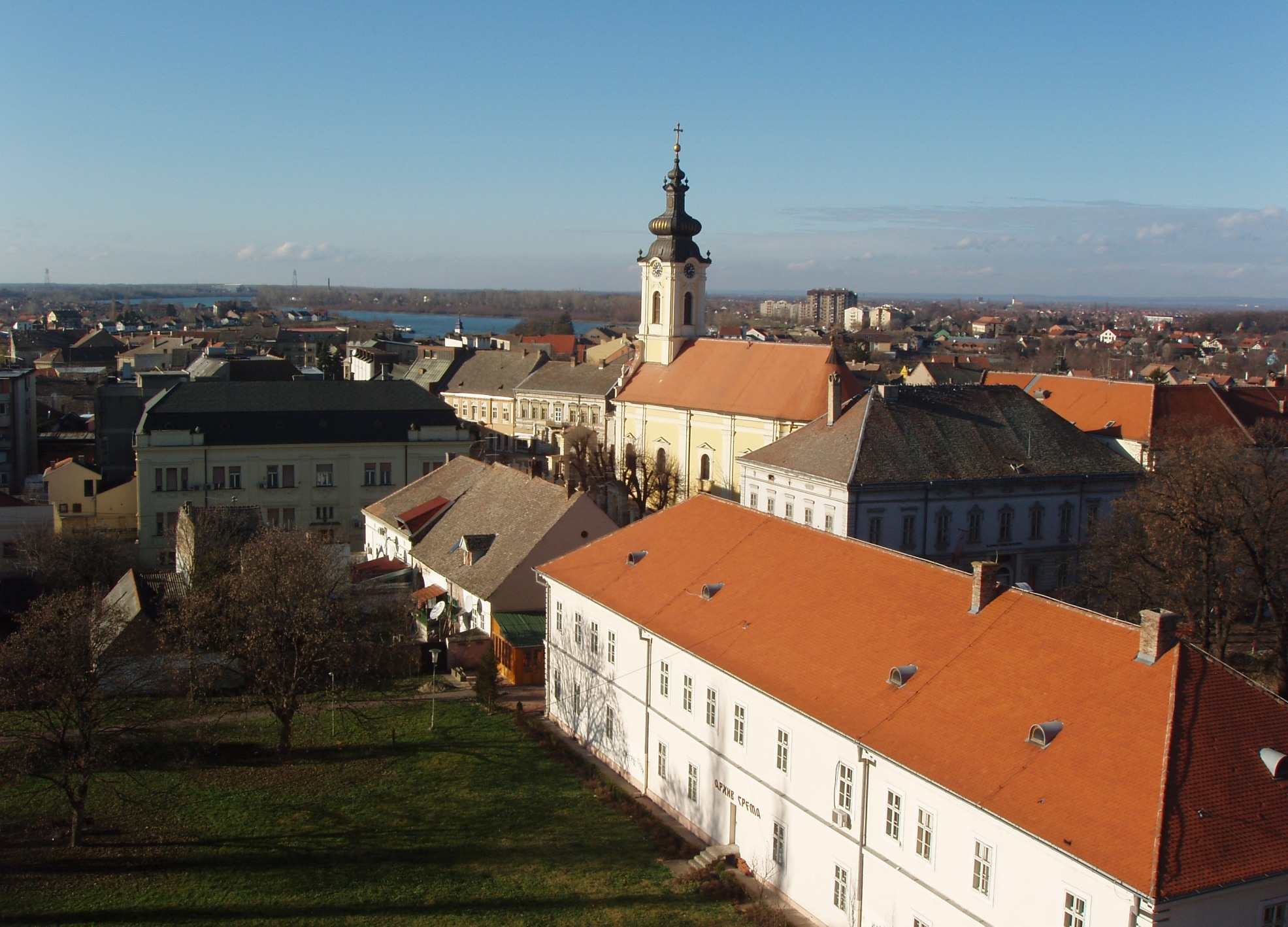